# ノースロップ・グラマン
ノースロップ・グラマン（Northrop Grumman Corporation、NYSE: NOC ）は、アメリカ合衆国のバージニア州フェアファックス郡ウェストフォールズチャーチに本社を置く企業。1994年にノースロップがグラマンを買収して誕生した。主に戦闘機・軍用輸送機・人工衛星・ミサイル・軍艦などを製造している軍需メーカーである。軍需産業としてはロッキード・マーティン、BAEシステムズ、ボーイングに次いで世界で4位に位置しており、軍艦メーカーとしては最大である。
また船舶用電子機器事業の強化を目的に買収したスペリーマリン（Sperry Marine）部門は1997年にスペリーマリン、デッカ（Decca）およびC.プラース（C.Plath）の3ブランドを統合して設立。一般船舶用および海軍向けのナビゲーション、通信、情報および自動化の機器およびシステムを提供する。

## 歴史
航空機製造会社ノースロップは1939年設立で第二次世界大戦時代の米軍発注額ランキングでは第100位の会社であったが、1994年に、アポロ月着陸船を製造したグラマンを買収して、ノースロップ・グラマンが誕生した。
合併直後にノースロップ・グラマンは、ウェスティングハウス・エレクトリックの防衛部門や軍事レーダー企業やロジコンなどの軍事企業を次々に買収。また長年に渡りライバルのロッキード・マーティンとの合併交渉を行ってきたが、1998年に合併交渉を中止する。これには新機種開発の事情や、アメリカ国防技術の衰えを恐れたアメリカ議会からの未承認などの理由がある。
1996年にウェスティングハウス・エレクトリックの防衛産業部門のウェスティングハウス・エレクトロニック・システムズを30億ドルで買収した。同部門はノースロップ・グラマン・エレクトロニック・システムとなった。
2000年からはエレクトリック分野の企業やリットン・インダストリ社を買収し、インガルス造船所とエイボンデール造船所の双方を傘下に置く。翌年の2001年にはニューポート・ニューズ・シップビルディング&ドライドック社と合併。米国最大の造船企業となる。しかしその後、2011年にアメリカ海軍艦建造から手を引き、造船部門を分離してハンティントン・インガルス・インダストリーズ（Huntington Ingalls Industries、略称 HII）として独立させるとともに、その株主となった。
その後はしばらく、新型機の採用や量産計画などはなかったが、KC-X（次期空中給油輸送機計画）でEADSと組み、エアバスが開発したエアバス A330 MRTTをベースにした機体を提案し、ボーイング社提案のKC-767ベース案と争った。2008年2月29日にアメリカ空軍はノースロップ・EADS案を採用。KC-45という機体名で179機生産する予定でいた。しかし同年6月に米会計検査院 (GAO) からこの決定に対して見直し勧告が行なわれたため、KC-Xの選定作業は振り出しに戻った。その後2011年2月24日に再選定により国防総省はボーイング社案を採用（KC-46と命名）したため、KC-45は不採用となった。
2018年には、航空宇宙・防衛企業のオービタルATKを92億ドルで買収した。同社はノースロップ・グラマン・イノベーション・システムズとなった。
2018年の時点で、ジェイムズ・ウェッブ宇宙望遠鏡の元請け業者である

ジェイムズ・ウェッブ宇宙望遠鏡のレンダリング画像

## 主な製品とサービス

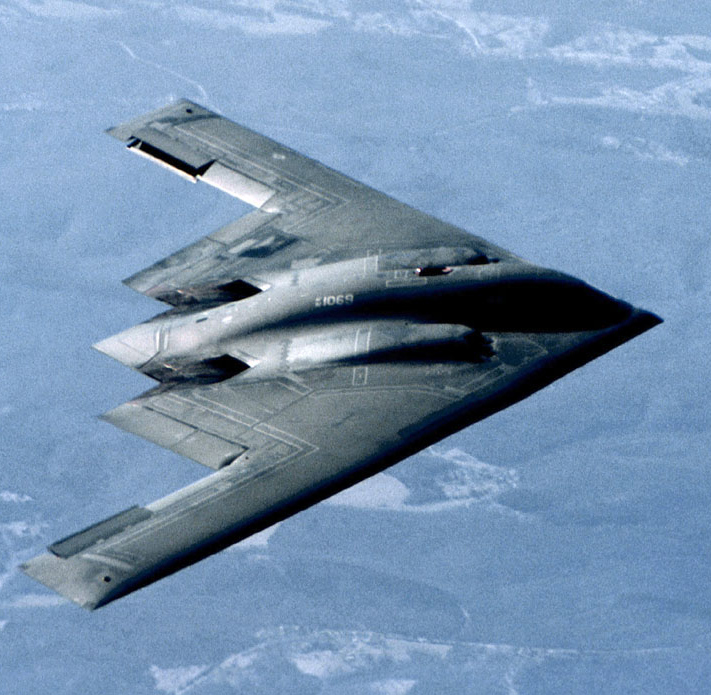
B-2 スピリット

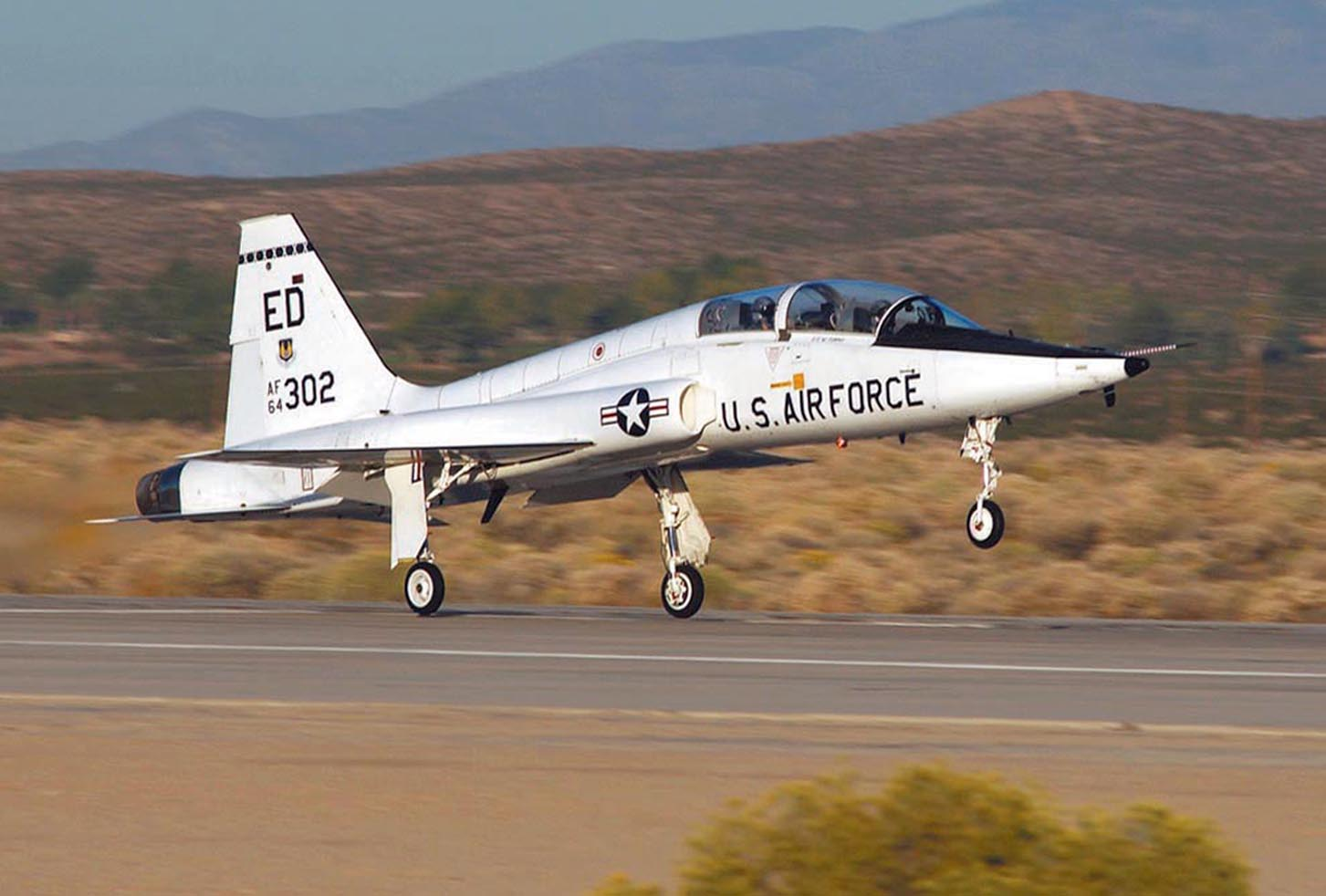
T-38 タロン

### 航空機
- B-2 スピリット
- B-21 レイダー（開発中）
- A-6 イントルーダー
- EA-6 プラウラー
- F-5  フリーダムファイター/タイガー II
- F-14 トムキャット
- F-20 タイガーシャーク（3機のみ製造：量産せず）
- YF-17 コブラ（F/A-18 ホーネットの原型となった機体）
- YF-23 ブラック・ウィドウ II（ATF計画試作機：不採用）
- X-47 ペガサス
- T-38 タロン
- RQ-5 ハンター（開発元のTRWを買収）
- RQ-4 グローバルホーク
- RQ-180
- MQ-4C トライトン
- MQ-8  ファイアスカウト
- C-2 グレイハウンド
- E-2 ホークアイ
- E-8 ジョイントスターズ（ベースの機体はボーイング707）
- E-10（開発中止）
- E-11A
- LEMV（開発中止）
- シーフェレット
- ノースロップ・グラマン ファイアーバード  :　開発元スケールド・コンポジッツの設計を継承。量産はノースロップ・グラマンにて行われる。

### 人工衛星・ミサイル
- ヘルファイア
- 運動エネルギー迎撃弾
- GBI（戦闘管理及び指揮・統制・通信センター (BM/C3)担当）
- センチネル
- LPWS
- DSP衛星

### 艦船
- ニミッツ級航空母艦
- ジェラルド・R・フォード級航空母艦
- ロサンゼルス級原子力潜水艦
- バージニア級原子力潜水艦
- スプルーアンス級駆逐艦
- アーレイ・バーク級ミサイル駆逐艦
- ズムウォルト級ミサイル駆逐艦
- サン・アントニオ級ドック型輸送揚陸艦
- アメリカ級強襲揚陸艦
- ミサイル追跡艦ハワード・O・ローレンツェン（協力メーカー）
- ハミルトン級カッター
- バーソルフ級カッター

### レーダー
- AN/SPS-67
- AN/APG-68
- AN/APG-77
- AN/APG-80
- AN/APG-81
- AN/APG-83
- AN/AAQ-37
- AN/ASQ-236

### その他
- GBU-44/B バイパーストライク（誘導爆弾）
- LPWS（CIWS）
- 戦術高エネルギーレーザー
- ドライデッキ・シェルター
- AN/AAQ-24 ネメシス（指向性赤外線妨害装置）
- ガーディアン（民間航空機用ミサイル防衛システム）
- WR-21（ガスタービンエンジン）